# Terrorisme économique
Le concept de terrorisme économique est controversé et le plus souvent utilisé de façon polémique ou démagogique pour associer le terme « terrorisme » à un pays, une entreprise ou un groupe accusé de pratiques abusives.
Il est néanmoins également utilisé de façon plus strictement définie pour désigner une tentative de déstabilisation économique par un groupe. Plus précisément, le Centre de politique de sécurité de Genève a défini en 2005 le terrorisme économique de la façon suivante : 

« Contrairement à la « guerre économique », qui est menée par des États contre d'autres États, le « terrorisme économique » serait mené par des entités transnationales ou non-gouvernementales. Elle supposerait des actions variées, coordonnées et sophistiquées, ou des actes massifs de déstabilisation pour désorganiser la stabilité économique et financière d'un État, d'un groupe d'États ou d'une société (telle une société occidentale à l'économie de marché) pour des motifs idéologiques ou religieux. Ces actions, si menées, pourraient être violentes ou non. Elles pourraient avoir des effets immédiats ou infliger des effets psychologiques qui à leur tour peuvent avoir des conséquences économiques. »

## L'usage altermondialiste
L'accusation de terrorisme économique est également employée par certains groupes, notamment les militants altermondialistes ou les représentants de pays subissant de sanctions économiques (de la part d'autres pays ou d'organisations internationales) pour désigner la pression exercée au niveau commercial et tarifaire sur certains pays. Les promoteurs altermondialistes du concept défendent l'acception de l'expression en dénonçant les mesures économiques qu'ils jugent extrêmes comme des moyens de persuasion semant une terreur directe ou indirecte sur un individu ou un groupe. Ces types d'interventions qu'ils qualifient ainsi peuvent être par exemple la spéculation « acharnée » sur les devises ou la mise en place d'embargo par une ou des organisations telles que des États.
L'expression « terrorisme économique » a également été employée à l'encontre de sociétés multinationales par les adversaires du mondialisme et de pratiques perçues comme anti-syndicales. En février 2005, un membre de la Chambre des communes du Canada a ainsi accusé le groupe de grande distribution Wal-Mart : « la fermeture du premier magasin Wal-Mart dont les employés sont syndiqués est décrite comme un acte de terrorisme économique, comme une tentative flagrante de répression de la syndicalisation au Canada ».

## Autres usages
Le label de « terrorisme économique » est aussi souvent repris de façon péjorative par certains partisans d'une économie de marché sans interventionnisme pour désigner les idées ou les actions d'organisations syndicales, antimondialistes, écologistes ou coupables d'écoterrorisme.
Il est parfois repris par des partisans de l'isolationnisme pour qualifier la concurrence exercée par la main-d'œuvre de pays en développement ou l'immigration clandestine, qu'ils jugent déloyales.